# David Herrero Lozano
David Herrero Lozano (1916-1994) fue un abogado, funcionario y político español, gobernador civil de diversas provincias durante la dictadura franquista.

## Biografía
Nacido en la localidad segoviana de Fuentepelayo en 1916, combatió en el bando sublevado durante la Guerra Civil. Presidente de la Diputación Provincial de Segovia, posteriormente ejercería de gobernador civil de Teruel, Jaén y Ávila. Fue procurador en las Cortes franquistas en 1946, en calidad de presidente de la corporación provincial segoviana, y entre 1955 y 1958, dentro del apartado de consejeros nacionales de FET y de las JONS.
Herrero, que fue sucedido como gobernador civil de Ávila por Fernando Herrero Tejedor, era también abogado del Estado y desarrolló carrera en el ministerio de la Vivienda. Falleció en Madrid el 30 de diciembre de 1994.